# ASB Classic 2000
L'ASB Classic 2000 è stato un torneo di tennis giocato sul cemento. È stata la 15ª edizione del ASB Classic, che fa parte della categoria Tier V nell'ambito del WTA Tour 2000. Si è giocato al ASB Tennis Centre di Auckland in Nuova Zelanda, dal 3 gennaio al 9 gennaio 2000.

## Campionesse

### Singolare
Anne Kremer ha battuto in finale  Cara Black con il punteggio di 6–4, 6–4

### Doppio
Cara Black /  Alexandra Fusai hanno battuto in finale  Barbara Schwartz /  Patricia Wartusch con il punteggio di 3–6, 6–3, 6–4